# Pavlo Skoropadsky
Pavlo Petrovytsj Skoropadsky (Oekraïens: Павло Петрович Скоропадський) (Wiesbaden, 15 mei [O.S. 3 mei] 1873 1873 – Metten, 26 april 1945) was een Oekraïens politicus, die in van april tot oktober 1918 staatshoofd (Hetman) was van de door Duitsland gedirigeerde Oekraïense Staat. Hij staat in Oekraïne wettelijk te boek als een van de strijders voor de onafhankelijkheid van Oekraïne.

## Hetman van de Oekraïense Staat
De Eerste Wereldoorlog eindigde in Oost-Europa met de Vrede van Brest-Litovsk, die werd ondertekend in maart 1918. Hierin verkregen de Centrale mogendheden, vooral Duitsland, de controle over een aanzienlijk deel van Oost-Europa, met inbegrip van Oekraïne. Hierop installeerden de Duitsers in Oekraïne op 29 april 1918 een semi-monarchistisch regime, dat geleid werd door een hetman, de in Wiesbaden geboren en in het gouvernement Poltava opgegroeide Oekraïense aristocraat, grootgrondbezitter en beroepsmilitair Pavlo Skoropadsky. Skoropadsky, die eerder in de Russisch-Japanse Oorlog (1904-1905) had gevochten, was in 1906 bevorderd tot kolonel, in 1912 tot generaal-majoor en in 1916 tot luitenant-generaal. Tijdens de Eerste Wereldoorlog was hij onder meer bevelhebber geweest van de Eerste Cavaleriedivisie van de Garde en van het 34ste Legercorps van het Keizerrijk Rusland.

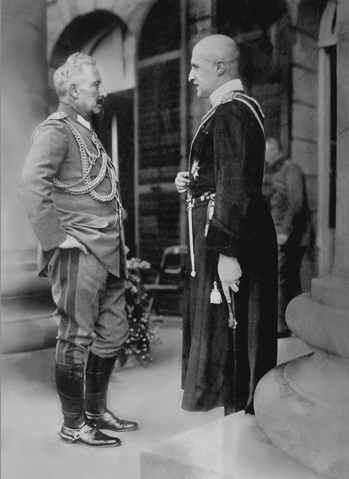
Met Keizer Wilhelm II, die Pavlo Skoropadsky decoreerde met het Grootkruis van de Orde van de Rode Adelaar

Oekraïne werd door Skoropadsky hernoemd tot Oekraïense Staat (Oekr. Українська Держава). De Centrale Raad, die tot dat moment had gefungeerd als parlement van de Oekraïense Volksrepubliek, werd ontbonden, de door deze Raad aangenomen wetten werden ingetrokken, alle ministers werden ontslagen en er werd censuur ingevoerd. Hoewel deze staat op papier onafhankelijk was, was het in de praktijk een protectoraat van Duitsland en Oostenrijk-Hongarije, die Oekraïne tegen agressie van Bolsjewistisch Rusland en een invasie door het Rode Leger beschermden. Het regime van Skoropadsky genoot vooral de steun van landeigenaren, Kozakken en de Russische kadetten, en stond lijnrecht tegenover de overwegend sociaaldemocratische Oekraïense Volksrepubliek, die op 25 januari van dat jaar in Kiev was uitgeroepen. Leider van de verenigde oppositie was vanaf augustus 1918 voormalig premier Volodymyr Vynnytsjenko.  Ook Aartshertog Wilhelm van Habsburg, die gesteund werd door de Sitsj-schutters, had de ambitie om de Oekraïense troon te bestijgen en was een tegenspeler van Skoropadsky.
Tijdens de regering van Skoropadsky werd veel gedaan op cultureel en educatief terrein. Zo decreteerde hij de oprichting van meerdere Oekraïense universiteiten, onder meer in Kamjanets-Podilsky en Kiev, en van meer dan 150 Oekraïense gymnasia. Ook kwamen in deze periode diverse nationale instituties tot stand, zoals Oekraïense Nationale Academie van Wetenschappen, de Nationale Bibliotheek, het Oekraïens Staatarchief en het Nationaal-Historisch Museum. Toch zou het hetmanaat uiteindelijk niet meer blijken te zijn dan een intermezzo. Hij had veel kwaad bloed gezet met zijn pro-Duitse opstelling en zijn conservatieve agrarische politiek. Op 14 november 1918, enkele dagen nadat het bericht over een wapenstilstand aan het westelijk front, ondertekende Skoropadsky een manifest, waarin hij verklaarde "de oude macht van de Al-Russische staat" te zullen verdedigen en opriep tot de stichting van een Al-Russische federatie van de Oekraïense staat met een toekomstig niet-bolsjewistisch Rusland als eerste stap in de richting van een herstel van het Groot-Rusland. Hiermee verspeelde hij niet alleen de steun van zijn tegenstanders, maar ook die van het merendeel van de nationale beweging, de Oekraïense militairen, de Oekraïense intelligentsia en zelfs de Duitsers. Na de Duitse nederlaag kwam er dan ook snel een eind aan zijn heerschappij. Op 14 december trad Skoropadsky af. Er kwam een nieuwe voorlopige regering, die onder leiding van Volodymyr Vynnytsjenko en Symon Petljoera de Volksrepubliek Oekraïne in ere herstelde. Skoropadsky zag zich gedwongen om samen met de vertrekkende Duitse troepen Kiev te verlaten.

## Ballingschap
In 1919 vestigde Skoropadsky zich met zijn gezin in Berlijn. Vanuit Duitsland trachtte hij steun te winnen om de communistische heerschappij in Oekraïne omver te werpen. In de jaren die volgden zette hij zijn activiteiten als leider van de Oekraïense monarchistische beweging voort. Hij onderhield goede contacten met Duitse conservatieven als Paul von Hindenburg en Franz von Papen. Hij had weinig op met het nationaalsocialisme, maar was tijdens de Tweede Wereldoorlog wel gedwongen tot loyaliteit. In tegenstelling tot de Organisatie van Oekraïense Nationalisten (OOeN) geloofde hij niet dat Duitsland opnieuw een onafhankelijk Oekraïne zou toestaan. Wel spande hij zich in om OOeN-activisten als Stepan Bandera, Jaroslav Stetsko en Andrij Melnyk vrij te krijgen uit de Duitse concentratiekampen.
Kort voor het einde van de Tweede Wereldoorlog verliet Skoropadsky Berlijn om zich in Zuid-Duitsland in veiligheid te brengen. Daar raakte hij op 16 april 1945 zwaargewond bij een bombardement op het station van Plattling in Beieren. Op de ziekenzaal van het klooster in Metten overleed hij aan zijn verwondingen. Hij ligt begraven op het kerkof van de stad Oberstdorf.

## Galerij

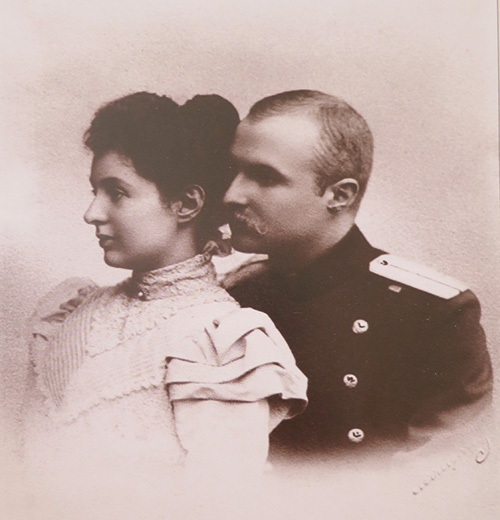
Skoropavsky met zijn vrouw Oleksandra in 1897
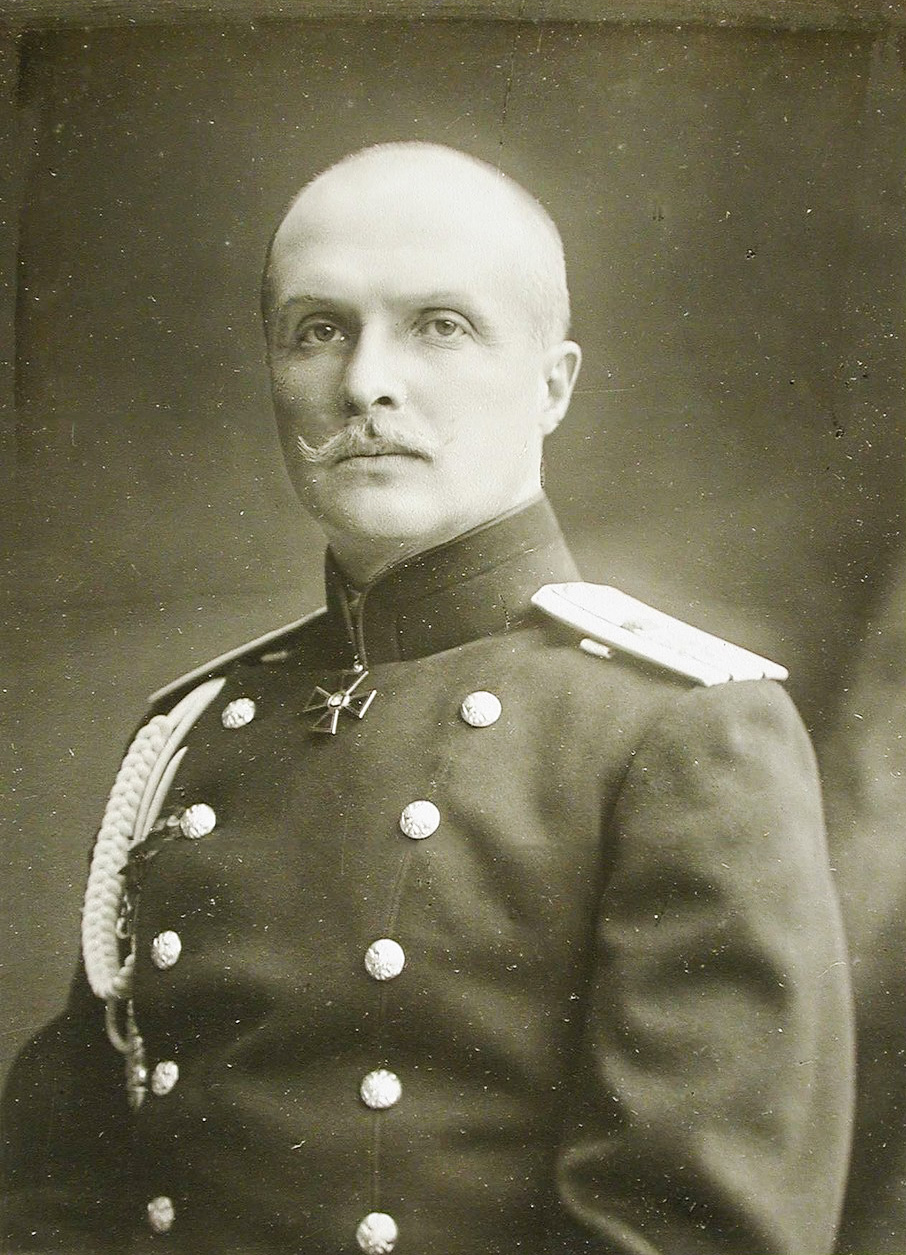
Als kolonel in het Russische leger
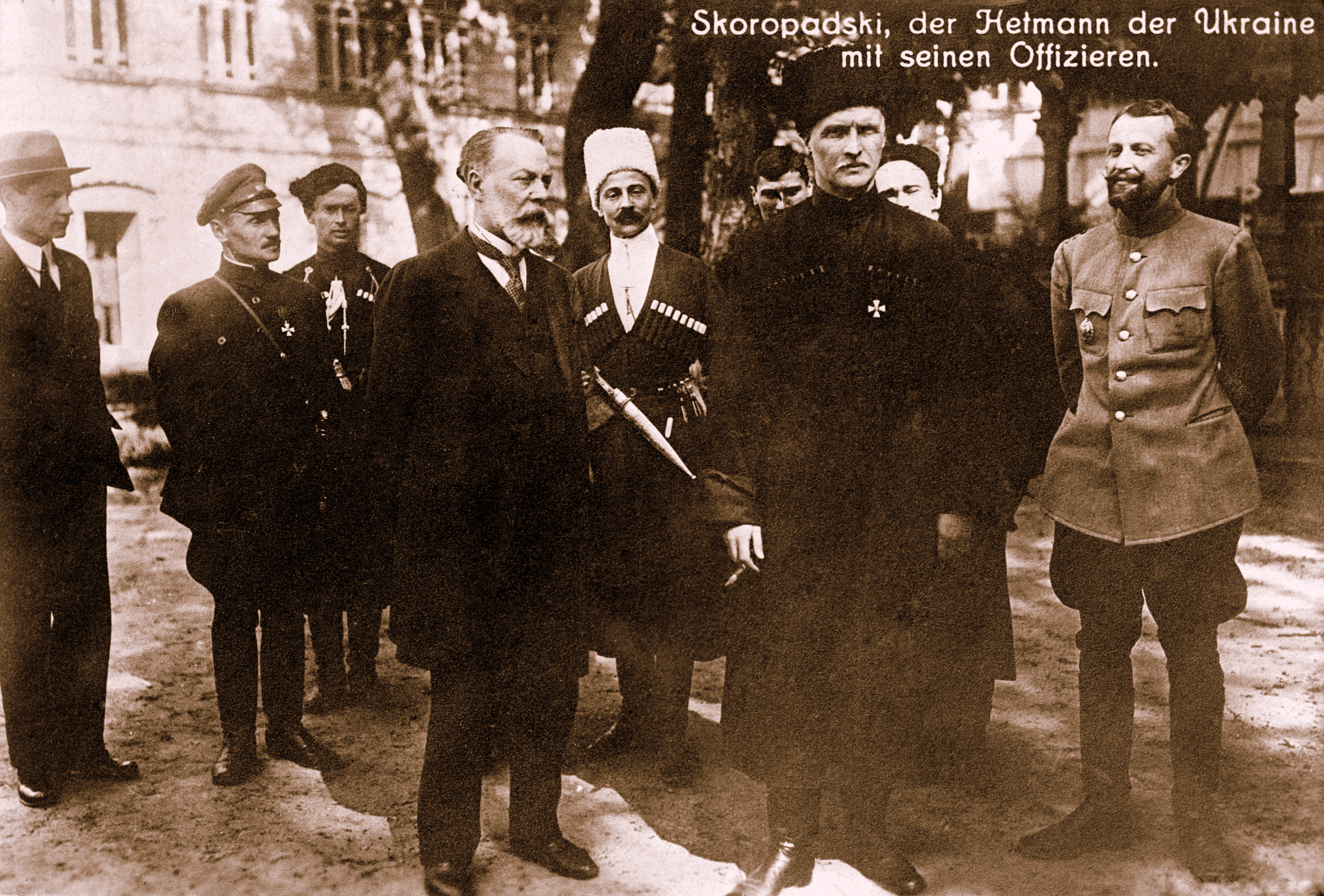
Hetman Skoropadsky met zijn officieren
- Skoropadsky en keizer Wilhelm II roken een sigaret
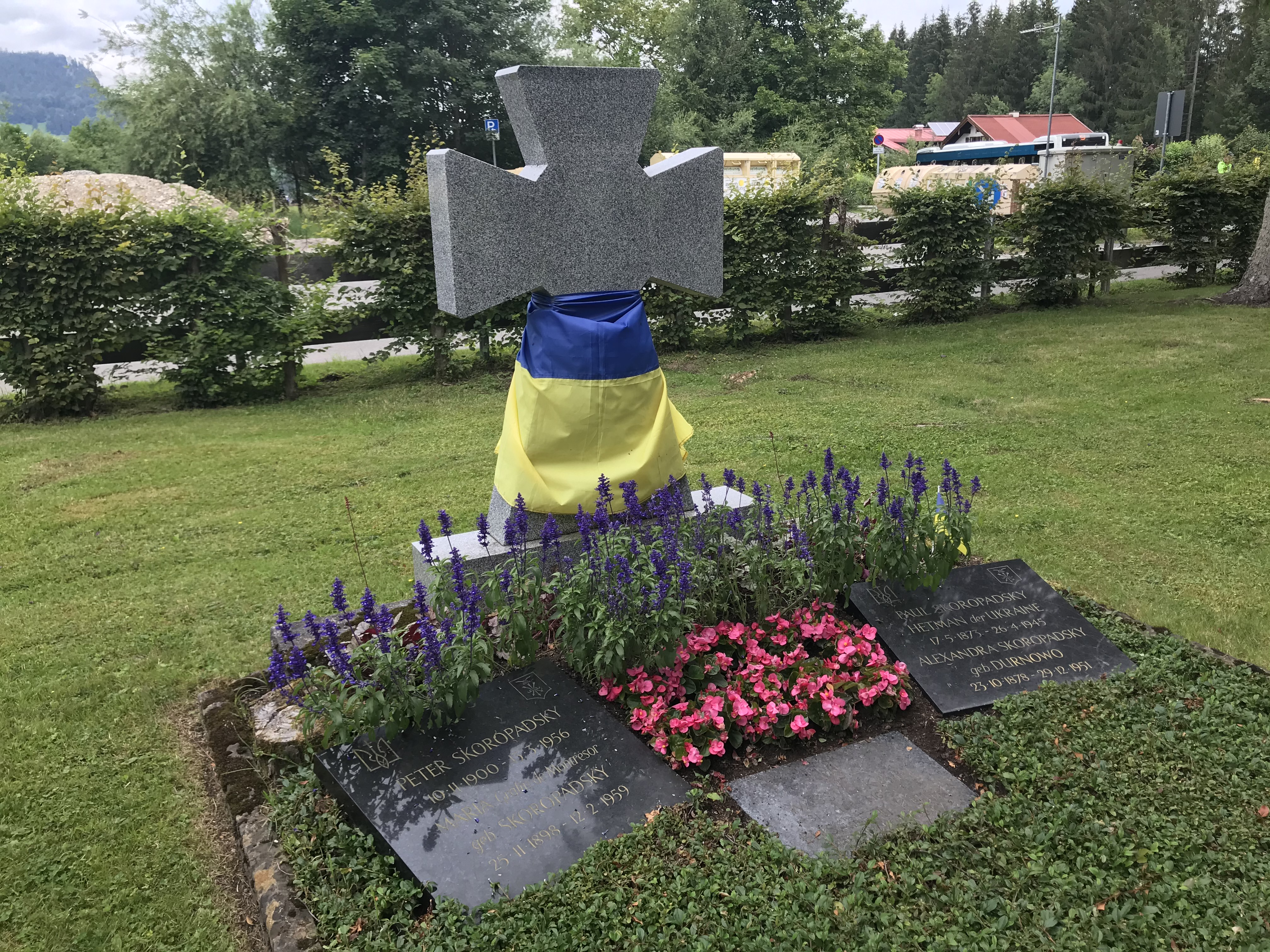
Het graf van Skoropadsky in Oberstdorf
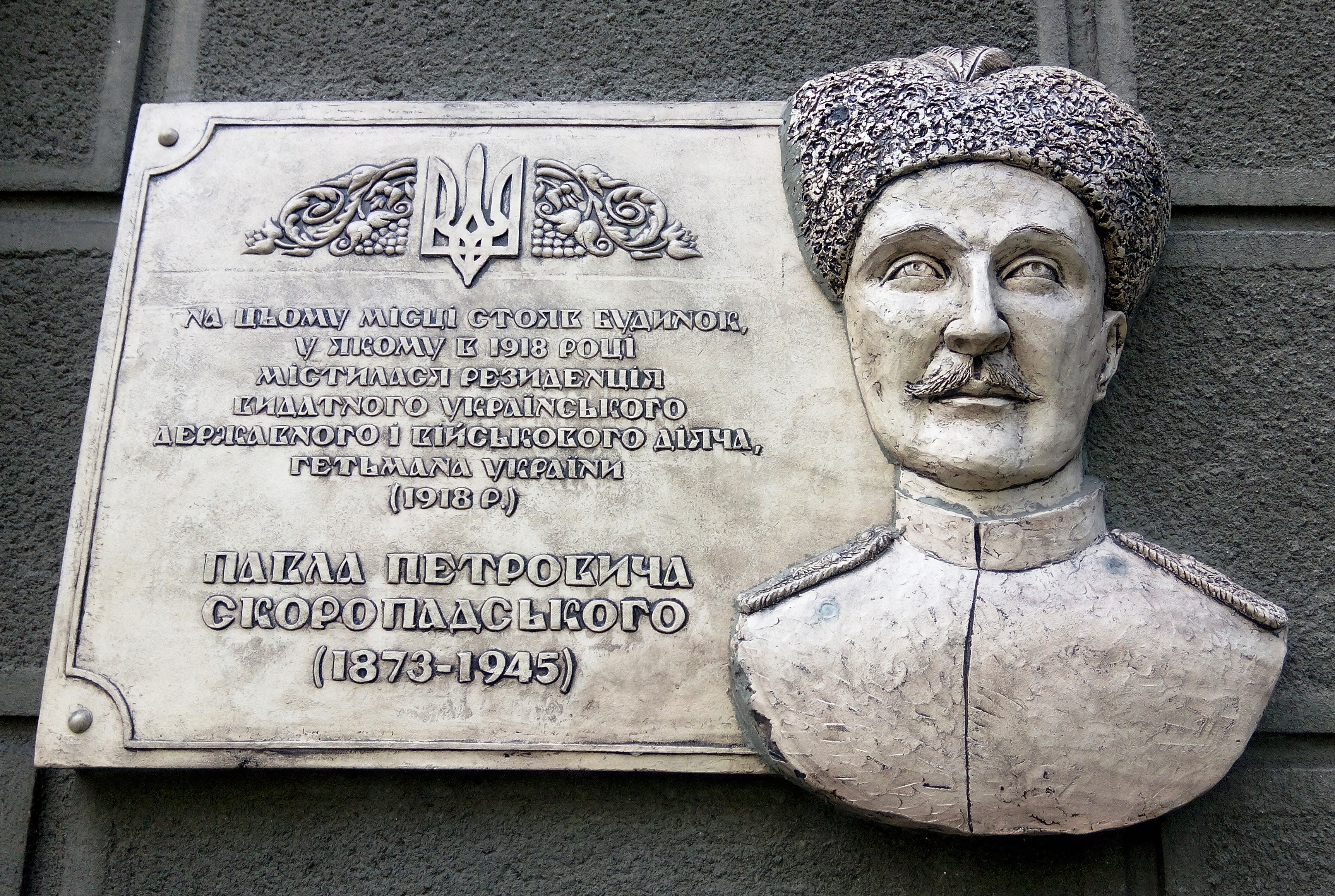
Een plaquette in Kiev